# جاز آزاد
فری جاز (به انگلیسی: free jazz) (جاز آزاد یا جاز رها) نام سبکی از جاز است که در دهه ۵۰ و ۶۰ میلادی شکل گرفت و مشخصه آن تأکید بر بیان مستقیم احساس و نواختن فارغ از روش‌های رایج جاز، چه در نغمه‌ها، چه در همنوائی‌ها، و چه در ضرب است. در فری جز آنچه‌که به‌گوش می‌رسد بداهه‌نوازی طولانی است و از نغمه‌های استاندارد جاز و تلمیح خبری نیست.
اغلب پیشگام این سبک را ارنت کولمن می‌دانند که در سال ۱۹۶۰ با آلبومی به نام جاز آزاد: بداهه‌نوازی دسته‌جمعی راهی نو در پیش گرفت. پیش از کولمن دیگرانی چون تلانیوس مانک و لنی تریستانو قنیز در چنین سبکی اجرا می‌کردند، بااین‌همه کولمن و هنرمندانی نظیر سیسیل تیلور، آرچی شپ و بیل دیکسون را از پیشگامان این سبک می‌دانند.